# Résolution 105 du Conseil de sécurité des Nations unies
Membres permanents
- Chine (Taïwan)
- États-Unis
- France
- Royaume-Uni
- URSS

Membres non permanents
- Brésil
- Colombie
- Danemark
- Liban
- Nouvelle-Zélande
- Turquie

Résolution no 104 Résolution no 106
La résolution 105 du Conseil de sécurité des Nations unies est une résolution du Conseil de sécurité des Nations unies adoptée le 28 juillet 1954.
Cette résolution, la deuxième et dernière de l'année 1954, relative à la Cour internationale de justice, apprenant le décès de sir Benegal Narsing Rau le 30 novembre 1953, décide que son remplacement sera soumis au vote lors de la neuvième session de l'assemblée générale, et que lors de la même élection les juges dont le mandat devait normalement se terminer 5 février 1955 seront renouvelés.
La résolution a été adoptée.

## Texte
- Résolution 105 sur fr.wikisource.org
- Résolution 105 sur en.wikisource.org